# Geppi Cucciari
Maria Giuseppina Cucciari, detta Geppi (Cagliari, 18 agosto 1973), è una conduttrice televisiva, conduttrice radiofonica e attrice cinematografica italiana.
Divenuta nota al grande pubblico come volto di Zelig e della serie televisiva Belli dentro, dagli anni 2010 ha condotto programmi televisivi di LA7, tra cui G'Day  e Le invasioni barbariche, e sulle emittenti Rai, tra cui Per un pugno di libri, Le parole della settimana, Cartabianca, Che succ3de? e Splendida cornice. Nel corso della carriera ha recitato in film diretti da Carlo Verdone, Giovanni Veronesi, Andrea Jublin e Ferzan Ozpetek, oltre che aver scritto, diretto e recitato in spettacoli teatrali. Dal 2015 è conduttrice della trasmissione radiofonica Un giorno da pecora.

## Biografia
Nata a Cagliari il 18 agosto 1973, cresce a Macomer, in provincia di Nuoro. Inizia gli studi universitari a Cagliari, ma poi si trasferisce a Milano, dove nel 2000 entra a far parte del laboratorio teatrale Scaldasole. L'anno seguente, con una tesi in Diritto internazionale pubblico, si laurea in Giurisprudenza all'Università Cattolica del Sacro Cuore. 
Nel 2001 entra nel laboratorio artistico di Zelig. Nel 2002 prende parte stabilmente al programma Pinocchio, condotto da La Pina su Radio Deejay, e, con il gruppo Scaldasole, a Scaldanight di Radio Popolare. Sempre nel 2002 partecipa al programma Shorty and Spotty, con i Pali e Dispari, in onda su Happy Channel. Nella stagione 2002/2003 recita in due spettacoli teatrali: il monologo Meglio sardi che mai, scritto con Lucio Wilson, e Maionese con la compagnia teatrale Burro Fuso, per la regia di Paola Galassi. Nel 2003 è per la prima volta al programma cabarettistico Zelig Off, in seconda serata su Italia 1. Nel 2004 partecipa al programma comico di MTV Comedy Lab, l'anno successivo entra nel cast di Attacco allo Stato, film TV con Raoul Bova in onda su Canale 5, regia di Michele Soavi.

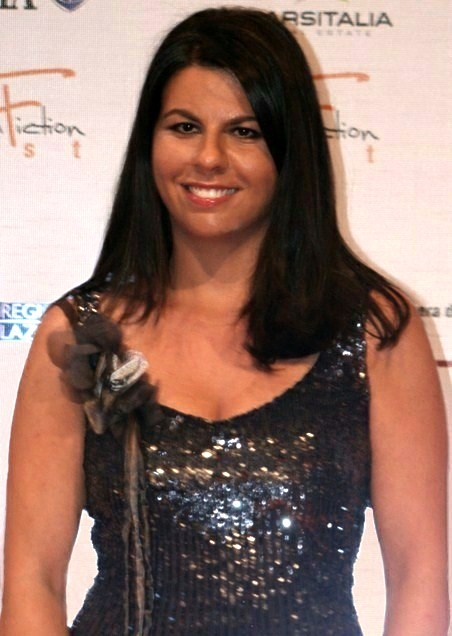
Geppi Cucciari nel 2009.

Dal 2005 al 2009 è una dei protagonisti di Zelig Circus, in onda in prima serata su Canale 5. Inoltre tra il 2005 e il 2008 è nel cast della sitcom Belli dentro, trasmessa su Canale 5, per cui ha vinto una Telegrolla come miglior attrice di sitcom nel 2006. Dal 2005 collabora con il settimanale Donna moderna. 
Nel 2006 pubblica il suo primo romanzo, Meglio donna che male accompagnata, scritto con la collaborazione di Lucio Wilson, autore con lei anche dello spettacolo teatrale che la vede protagonista, Si vive una volta. Sola, regia di Paola Galassi, portato in scena nella stagione teatrale 2007/2008. Nel 2007 conduce un programma tutto suo, Geppi Hour, su Sky Show. Nello stesso anno recita nel film Grande, grosso e... Verdone, per la regia di Carlo Verdone, che esce nelle sale il 7 marzo 2008. 
Il 10 febbraio 2009 pubblica il suo secondo romanzo, dal titolo Meglio un uomo oggi, edito dalla Arnoldo Mondadori Editore.
Dal 2009 alla fine del 2010 fa parte del cast del programma di LA7 condotto da Victoria Cabello Victor Victoria nei panni di un'improbabile sondaggista. Conduce insieme a Simone Annicchiarico le prime due stagioni (2010 e 2011) del talent show Italia's Got Talent su Canale 5. Nel dicembre 2010 fa la giurata alla puntata pilota della trasmissione televisiva Let's Dance di Canale 5. Dal 28 febbraio 2011 conduce G' Day, il nuovo preserale di LA7 e il 18 febbraio 2012 partecipa come ospite all'ultima serata del Festival di Sanremo condotto da Gianni Morandi e Rocco Papaleo. L'11 marzo 2012 viene premiata al 52º Premio regia televisiva come miglior personaggio televisivo femminile dell'anno. Partecipa il 5 maggio 2012 come giurata ad Amici su Canale 5. Da gennaio 2013 si occupa della copertina - nota come Agenda Geppi - del programma Le invasioni barbariche con Daria Bignardi, in onda su LA7. 
A giugno lascia LA7 perché passa in Rai per condurre nel dicembre 2013 il programma settimanale di seconda serata di Rai 1 Dopotutto non è brutto insieme a Francesco Bonami e dal gennaio 2014 su Rai 3, insieme a Piero Dorfles, il programma Per un pugno di libri, sostituendo Veronica Pivetti.

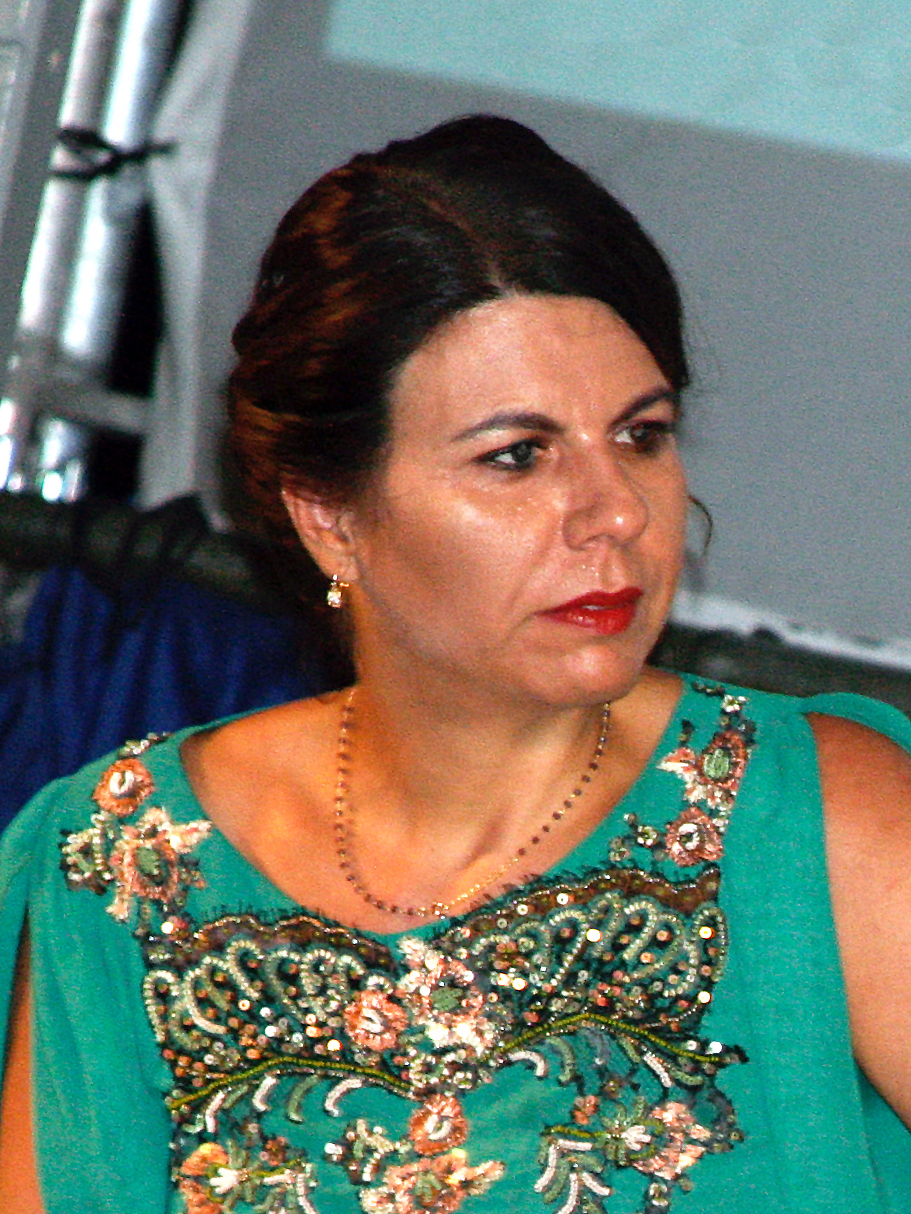
Geppi Cucciari nel 2017

Dall'ottobre 2014 è impegnata nel ruolo di Morticia Addams nel musical La famiglia Addams, insieme ad Elio (Gomez), Pierpaolo Lopatriello e Giulia Odetto. Conduce insieme a Gianni Morandi la puntata di Zelig del 30 ottobre 2014. Dal 14 settembre 2015 è conduttrice del programma radiofonico Un giorno da pecora su Rai Radio 2 e dal 12 settembre 2016 su Rai Radio 1 insieme a Giorgio Lauro. Dal 24 gennaio 2016 conduce Le iene affiancando Miriam Leone e Fabio Volo la domenica e Nadia Toffa e Pif nella puntata del martedì. Il 29 ottobre 2016 inizia a condurre insieme a Massimo Gramellini Le parole della settimana su Rai3. 
Nel 2017 doppia Barbara Gordon, alias Batgirl, in LEGO Batman - Il film e fa da narratrice per il programma di seconda serata di Rai 3 I ragazzi del Bambino Gesù. Dal 2020 al 2022 conduce su Rai 3 Che succ3de? e dal 2023, sempre su Rai 3, Splendida cornice. Tra il 2023 e il 2024 torna a recitare in film, tra cui Romeo è Giulietta di Giovanni Veronesi, Gli addestratori di Andrea Jublin e Diamanti di Ferzan Ozpetek.
Il 14 febbraio 2025 affianca Carlo Conti al Festival della canzone italiana di Sanremo. Il mese seguente è su Prime Video in LOL - Chi ride è fuori.

## Vita privata
Appassionata di pallacanestro, fino a 26 anni gioca tra la C e la B nel San Salvatore di Selargius (CA) e nell'Elmas (CA), giungendo in serie A2 con la maglia della Virtus Cagliari. Dal 2012 è nella Gammabasket Segrate in serie C.
Il 15 dicembre 2012 sposa a Milano il giornalista Luca Bonaccorsi, da cui si separa nel novembre 2016.

## Filmografia

### Attrice

#### Cinema
- Grande, grosso e... Verdone, regia di Carlo Verdone (2008)
- L'arbitro, regia di Paolo Zucca (2013)
- Passione sinistra, regia di Marco Ponti (2013)
- Una donna per amica, regia di Giovanni Veronesi (2014)
- Un fidanzato per mia moglie, regia di Davide Marengo (2014)
- Il cacio con le pere, regia di Luca Calvani (2023)
- Romeo è Giulietta, regia di Giovanni Veronesi (2024)
- Gli addestratori, regia di Andrea Jublin (2024)
- Diamanti, regia di Ferzan Özpetek (2024)

#### Televisione
- Belli dentro – sitcom (2005-2012)
- Attacco allo Stato, regia di Michele Soavi – miniserie TV (2006)

#### Web
- Eites - Ottanta mi dà tanto (2016)

#### Videoclip
- Cleptomania degli Sugarfree, diretto da Domenico Liggeri (2005)
- Se mi ami davvero (con Carlo Verdone) di Mina e Celentano, regia di Carlo Verdone (2016)

### Sceneggiatrice
- L'uomo che comprò la Luna, regia di Paolo Zucca (2018)

## Teatro
- Meglio sardi che mai di Geppi Cucciari e Lucio Wilson (2002-2003)
- Maionese di Lucio Wilson, regia di Paola Galassi (2002-2003)
- Si vive una volta. Sola di Geppi Cucciari e Lucio Wilson, regia di Paola Galassi (2007-2008)
- Ferite a morte, scritto e diretto da Serena Dandini (2012)
- Passeggiata di salute di Nicolas Bedos, regia di Veronica Cruciani (2014)
- La famiglia Addams, tradotto da Stefano Benni, regia di Giorgio Gallione (2014-2015)
- Perfetta, scritto e diretto da Mattia Torre (dal 2018-in corso)

## Televisione
- Shorty and Spotty (Happy Channel, 2002)
- Zelig Off (Italia 1, 2003-2004)
- Comedy Lab (MTV, 2004-2005)
- Zelig Circus (Canale 5, 2005-2009)
- Geppi Hour (Sky Show, 2007)
- Victor Victoria (LA7, 2009-2010)
- Italia's Got Talent (Canale 5, 2010-2011)
- Let's Dance (Canale 5, 2010) Giudice
- G'Day (LA7, 2011-2012)
- Le invasioni barbariche (LA7, 2013)
- Concerto del Primo Maggio (Rai 3, 2013)
- Premio Persefone (Rai 5, 2013)
- Premio Campiello (Rai 5, 2013, 2016; LA7, 2014, Consorzio Reti Nord Est, 2015)
- Dopotutto non è brutto (Rai 1, 2013)
- Per un pugno di libri (Rai 3, 2014-2020)
- Zelig (Canale 5, 2014) 4ª puntata
- Le iene (Italia 1, 2016)
- Le parole della settimana (Rai 3, 2016-2018)
- I ragazzi del Bambino Gesù (Rai 3, 2017)
- Cartabianca (Rai 3, 2017-2018)
- Amici di Maria De Filippi (Canale 5, 2018)
- Cerimonia di presentazione dei candidati ai premi David di Donatello (Rai 1, 2019, 2021, 2023, 2025)
- Rai Pipol (Rai 3, 2019)
- Gazzetta Sports Awards (LA7, 2019-2020, 2022)
- Danza con me (Rai 1, 2020)
- Che succ3de? (Rai 3, 2020-2022)
- Premio Strega (Rai 3, 2021-2024)
- Splendida cornice (Rai 3, dal 2023)
- Festival di Sanremo (Rai 1, 2025) Co-conduttrice 4ª serata
- LOL - Chi ride è fuori (Prime Video, 2025) Concorrente

## Radio
- Un giorno da pecora (Rai Radio 2, 2015-2016; Rai Radio 1, dal 2016)

## Doppiaggio
- Barbara Gordon / Batgirl in LEGO Batman - Il film, regia di Chris McKay (2017)

## Pubblicazioni
- Meglio donna che male accompagnata, 2006, Kowalski editore, ISBN 88-7496-039-5
- Meglio un uomo oggi, 2009, Arnoldo Mondadori Editore, ISBN 978-88-04-57174-2

## Riconoscimenti
- David di Donatello
  - 2025 – Candidatura alla migliore attrice non protagonista per Diamanti

- 2005 – Telegrolla come miglior attrice di sitcom per Belli dentro
- 2010 – Premio Navicella d'argento, città di Castelsardo
- 2011 – Premio Ennio Flaiano, città di Pescara
- 2011 – Premio Satira Politica Forte dei Marmi
- 2012 – Premio Regia Televisiva come personaggio femminile televisivo dell'anno
- 2012 – Premio Sasso Marconi come personaggio femminile televisivo dell'anno
- 2012 – Premio Immagini Amiche
- 2012 – Premio Eleonora d'Arborea, città di Cagliari
- 2012 – Premio Ideona per G'Day come migliore collaborazione artista-autori
- 2016 – Premio Cariddi Taormina Award, in occasione della 62ª edizione del Taormina Film Fest